# Lajos Bíró
För andra betydelser, se Lajos Bíró (olika betydelser).
Lajos (eller Ludwig) Bíró, född 1880, död 1948, var en ungersk dramatiker.
Bíró har skrivit noveller och scenteckniskt invecklade skådespel, som hade stor framgång, även  i Sverige. Bland hans pjäser märks Män (1909), Den gula liljan (1910), Rovriddaren (1912), Serpolette (1916), Hotell Imperial (1918) och Hotell Lempley.